# Citronlunden
Citronlunden (arabiska: شجرة ليمون; hebreiska: עץ לימון - Etz Limon) är en israelisk dramafilm från 2008, regisserad av Eran Riklis. Medverkar gör bland andra Hiam Abbass, Ali Suliman, Danny Leshman, Rona Lipaz-Michael, Tarik Kopty, och Amnon Wolf.

## Handling
Salma Zidane är en palestinsk änka som lever vid gränsen mellan Västbanken och Israel. Hon sköter en citronodling som är hennes levebröd och som varit i hennes familjs ägo i generationer. När den israeliska försvarsministern flyttar in i huset bredvid Salmas mark ser säkerhetstjänsten träden som en säkerhetsrisk. När en skövling av odlingen ser ut att bli verklighet anlitar Salma advokaten Ziad. Under tiden söker frun till försvarsministern kontakt med Salma. 

## Om filmen
Handlingen i Citronlunden baseras på en verklig händelse. Riklis såg en nyhet om en konflikt mellan en palestinsk familj och israeliska säkerhetsstyrkor sedan Shaul Mofaz, tidigare försvarsminister i Israel, flyttat till ett gränsområde. Olivträden som den palestinska familjen ägde blev föremål för en debatt kring säkerhet och började huggas ner. Familjen stämde ministern och tog ärendet till domstol. 
Filmen spelades bland annat in i Ramallah, Washington D.C. samt vid Israels Högsta Domstolen i Jerusalem. 